# Cyamus boopis

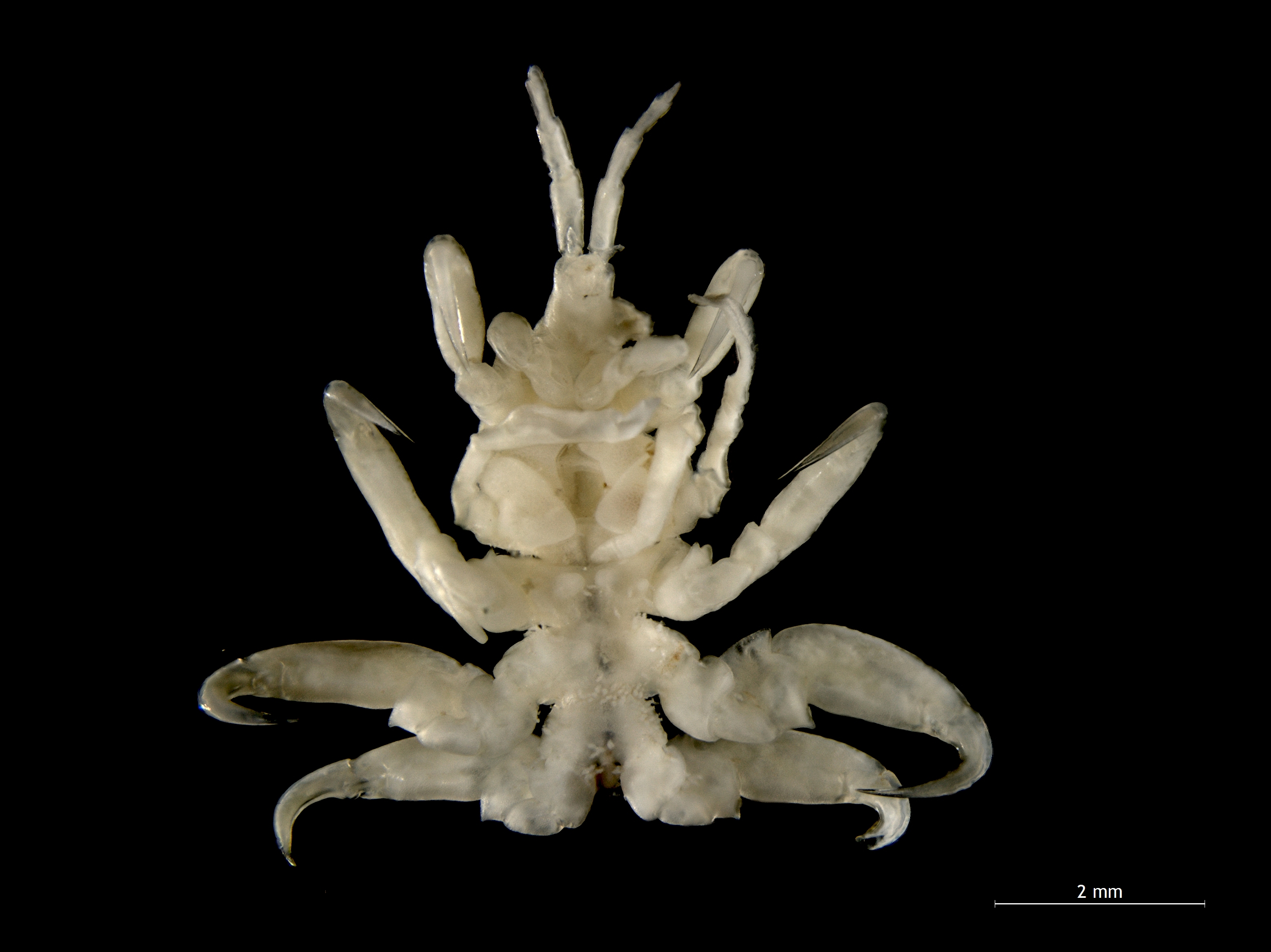
Vista ventral

Cyamus boopis és una espècie de crustaci amfípode de la família Cyamidae. És un ectoparàsit que viu exclusivament sobre les balenes geperudes. La infestació es concentra més al voltant de les obertures genitals, però ocorre en altres parts del cos, sobretot on hi ha infestació de l'espècie de percebe Coronula diadema.
Els mascles fan uns 11,5 mm de llargada i 4 mm d'amplada, amb el primer parell d'antenes d'uns 5,25 mm de llargada. Les femelles fan 9,5 mm de llargada i el primer parell d'antenes fa 3,5 mm. Tenen ganxos per aferrar-se al cos de la balena.